# Beran (Kota Blora)
Beran is een bestuurslaag in het regentschap Blora van de provincie Midden-Java, Indonesië. Beran telt 2552 inwoners (volkstelling 2010).